# Hyporhagus bellus
Hyporhagus bellus es una especie de coleóptero de la familia Monommatidae.

## Distribución geográfica
Habita en Brasil.